# Stadio Jalisco
Lo stadio Jalisco (in spagnolo Estadio Jalisco) è uno stadio calcistico situato a Guadalajara, in Messico. È il terzo stadio più capiente del Messico, dopo lo stadio Azteca e lo stadio Olimpico Universitario.

## Partite del Campionato mondiale di calcio 1970
- Inghilterra -  Romania 1-0 (gruppo 3) il 2 giugno
- Brasile -  Cecoslovacchia 4-1 (gruppo 3) il 3 giugno
- Romania -  Cecoslovacchia 2-1 (gruppo 3) il 6 giugno
- Brasile -  Inghilterra 1-0 (gruppo 3) il 7 giugno
- Brasile -  Romania 3-2 (gruppo 3) il 10 giugno
- Inghilterra -  Cecoslovacchia 1-0 (gruppo 3) l'11 giugno
- Brasile -  Perù 4-2 (Quarti di Finale) il 14 giugno
- Brasile -  Uruguay 3-1 (Semifinale) il 17 giugno

## Partite del Campionato mondiale di calcio 1986
- Brasile -  Spagna 1-0 (gruppo 4) il 1º giugno
- Brasile -  Algeria 1-0 (gruppo 4) il 6 giugno
- Brasile -  Irlanda del Nord 3-0 (gruppo 4) il 12 giugno
- Brasile -  Polonia 4-0 (Ottavi di Finale) il 16 giugno
- Brasile -  Francia 1-1 d.t.s (4-5 rig.) (Quarti di Finale) il 21 giugno
- Germania Ovest -  Francia 2-0 (Semifinale) il 25 giugno